# Benimantell
Benimantell és un municipi del País Valencià situat a l'interior de la comarca de la Marina Baixa.

## Geografia
Geogràficament es troba a la vall de Guadalest, en els estreps de la serra d'Aitana, per la qual cosa hi són populars algunes excursions senderistes: el Pas del Comptador; les fonts del Molí, de l'Arc del Pi i de Salines; la cova Isidoro i, per als amants de l'escalada, la Penya del Castellet, el pas de Molero, el penyal Diví i Morer. Té un terme de 37,9 km².

### Límits
El terme municipal de Benimantell limita amb els termes de Beniardà, Benidorm, Benifato, Castell de Castells, Finestrat, el Castell de Guadalest, Polop i Sella.

### Accés
L'accés al municipi es fa per la CV-70, tant des d'Alcoi com des de Benidorm.

## Història
Alqueria d'origen musulmà, passà a dependre de Guadalest després de la conquesta cristiana a mitjans del segle xiii. Fou repoblada una vegada expulsats els moriscos per cristians, gran part provinents de l'Aragó en l'any 1609.

## Demografia
Benimantell té 487 habitants (INE 2013).
Durant el segle xviii va conèixer un notable creixement demogràfic, arribant als 1.012 habitants a mitjans del segle xix. Malgrat això, des de llavors la localitat ha sofrit un despoblament continu, amb un pic negatiu en 1991 (404 habitants censats); des d'aleshores la població es manté amb un lleuger augment, fins als 466 habitants el 2007. L'emigració durant el segle xx s'ha dirigit sobretot a la ciutat d'Alacant.
| Població | 1.012 | 977 | 934 | 875 | 896 | 837 | 790 | 764 | 627 | 480 | 408 | 404 | 415 | 468 | 466 | 487 |

## Economia
La seua activitat econòmica es basa en l'agricultura de secà: ametlers i oliveres, i el turisme a causa de la seua proximitat amb Castell de Guadalest i Benidorm. Durant els últims anys el turisme rural ha cobrat certa importància a causa de l'aparició de diversos serveis relacionats amb aquest tipus de turisme.

## Política i govern

### Composició de la Corporació Municipal
El Ple de l'Ajuntament està format per 7 regidors. En les eleccions municipals de 26 de maig de 2019 foren elegits 4 regidors del Partit Socialista del País Valencià (PSPV-PSOE), 2 de Ciutadans - Partit de la Ciutadania (Cs) i 1 del Partit Popular (PP).
| Eleccions municipals de 26 de maig de 2019 - Benimantell                                                                 |                                          |                                     |                                     |      |          |          |
| Candidatura | Candidatura                              | Candidatura                         | Cap de llista                       | Vots | Vots     | Regidors |
| | Partit Socialista del País Valencià-PSOE |                                     | José Manuel Andreu Rocamora         | 164  | 54,13%   | 4 (-1)   |
| | Ciutadans - Partit de la Ciutadania      |                                     | Erik Pérez Florit                   | 102  | 33,66%   | 2 (+2)   |
| | Partit Popular                           |                                     | Lidia Cortés Estellés               | 35   | 11,55%   | 1 (-1)   |
| | Vots en blanc                            |                                     |                                     | 2    | 0,66%    |          |
| Total vots vàlids i regidors                                                                                             | Total vots vàlids i regidors             | Total vots vàlids i regidors        | Total vots vàlids i regidors        | 303  | 100 %    | 7        |
| | Vots nuls                                | Vots nuls                           | Vots nuls                           | 1    | 0,33%    |          |
| Participació (vots vàlids més nuls)                                                                                      | Participació (vots vàlids més nuls)      | Participació (vots vàlids més nuls) | Participació (vots vàlids més nuls) | 304  | 82,38%** |          |
| Abstenció | Abstenció                                | Abstenció                           | Abstenció                           | 65*  | 17,62%** |          |
| Total cens electoral | Total cens electoral                     | Total cens electoral                | Total cens electoral                | 369* | 100 %**  |          |
| Alcalde: José Manuel Andreu Rocamora (PSPV) (15/06/2019)                                                                 |                                          |                                     |                                     |      |          |          |
| Fonts: JEC, JEZ la Vila Joiosa, Periòdic Ara. (* No són vots sinó electors. ** Percentatge respecte del cens electoral.) |                                          |                                     |                                     |      |          |          |

### Alcaldia
Des de 2019 l'alcalde de Benimantell és José Manuel Andreu Rocamora, del Partit Socialista del País Valencià (PSPV-PSOE).
| Període                       | Alcalde o alcaldessa        | Partit polític | Data de possessió | Observacions |
| ----------------------------- | --------------------------- | -------------- | ----------------- | ------------ |
| 1979–1983                     | Felipe Miralles Solbes      | PSPV-PSOE      | 19/04/1979        | --           |
| 1983–1987                     | Felipe Miralles Solbes      | PSPV-PSOE      | 28/05/1983        | --           |
| 1987–1991                     | Felipe Miralles Solbes      | PSPV-PSOE      | 30/06/1987        | --           |
| 1991–1995                     | Felipe Miralles Solbes      | PSPV-PSOE      | 15/06/1991        | --           |
| 1995–1999                     | Felipe Miralles Solbes      | PSPV-PSOE      | 17/06/1995        | --           |
| 1999–2003                     | Felipe Miralles Solbes      | PSPV-PSOE      | 03/07/1999        | --           |
| 2003–2007                     | Felipe Miralles Solbes      | PSPV-PSOE      | 14/06/2003        | --           |
| 2007–2011                     | Felipe Miralles Solbes      | PSPV-PSOE      | 16/06/2007        | --           |
| 2011–2015                     | Felipe Miralles Solbes      | PSPV-PSOE      | 11/06/2011        | --           |
| 2015–2019                     | Felipe Miralles Solbes      | PSPV-PSOE      | 13/06/2015        | --           |
| 2019-2023                     | José Manuel Andreu Rocamora | PSPV-PSOE      | 15/06/2019        | --           |
| Des de 2023                   | n/d                         | n/d            | 17/06/2023        | --           |
| Fonts: Generalitat Valenciana |                             |                |                   |              |

## Llocs d'interés

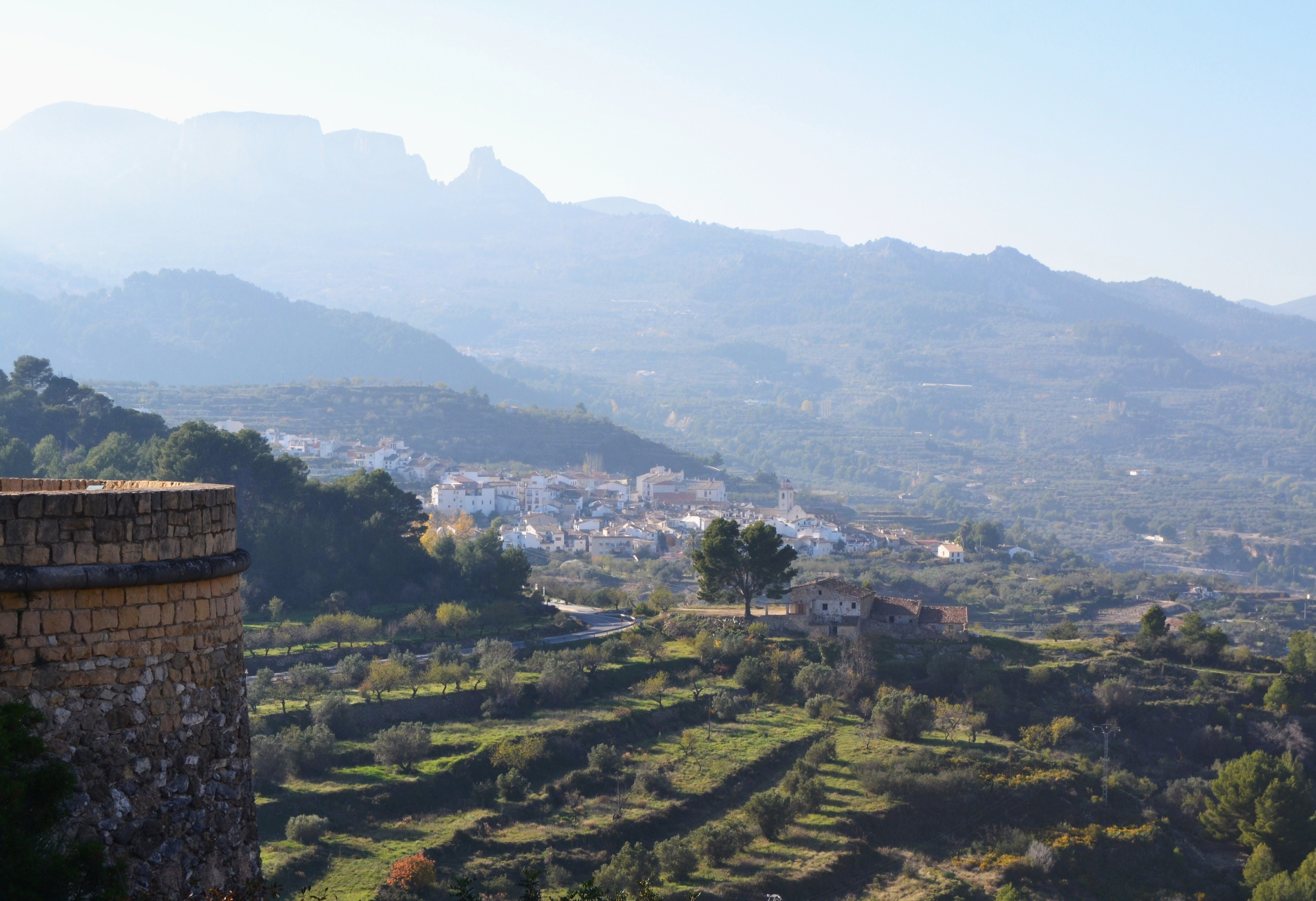
Vista de Benimantell des del Castell de Guadalest

- Nucli urbà. Tot ell escarpat en particular el carrer Trencacames.
- Església de sant Vicent màrtir, amb curiosa torre de base rectangular quadro-octogonal.
- Museu d'Art antic.
- Castellet de Benimantell. Restes d'un castell que feia d'enllaç entre els de Guadalest i d'Alfofra. Conserva diversos elements però està en estat ruïnós.

## Gastronomia
En la gastronomia destaquen plats típics com l'arròs amb fesols i penques, els minxos, les pilotes de farina amb dacsa, les faves sacsades, les carquinyoles i la tortada.

## Festes
- Festes de la Joventut. Se celebren del 8 al 12 d'agost en honor de Sant Llorenç.
- Festes d'octubre. Se celebren tots els anys durant el cap de setmana que inclou el tercer diumenge d'octubre, i es dediquen al Santíssim Sagrament.
- Festa de Sant Vicent Màrtir. Se celebra el 22 de gener, dia de Sant Vicent Màrtir, patró del poble
- Setmana de la Joventut. Se celebra des de l'any 2005 l'última setmana de juliol.